# Макгрегор, Дуглас (полковник)
Дуглас Эбботт Макгрегор (англ. Douglas Abbott Macgregor; родился 4 января 1947 года) — полковник армии США в отставке, военный теоретик, планировщик ряда крупнейших военных операций США, консультант по военно-политическим вопросам, телекомментатор. Сыграл важную роль во время войны в Персидском заливе и бомбардировок Югославии в 1999 году. Автор инновационных методик управления войсками, включая концепцию разведовательно-ударных групп. Входил в число соратников Дональда Трампа и занимал различные посты в его администрации.

## Военный теоретик США

### Образование и защита диссертации
Происходит из семьи потомственных военных, сын Нормана Макгрегора и Алисы Эббот. Отец был известным американским пилотом-асом во время Второй мировой войны.
В пятом классе школы ему попалась книга фон Меллентина «Танковые сражения», которая подводит итог практическому использованию теории Гудериана использования танковых войск. Поражённый эффективностью мобильных бронированных групп, он ещё школьником уговаривает отца отправить его в Германию по обмену, для того чтобы познакомится ближе с немецким опытом. В Германии Дуглас прожил несколько лет, завёл частные контакты с немецкими военными и научился бегло говорить по-немецки. После школы поступил в элитную Военную академию США (USMA) в Вест-Пойнте, которую окончил в 1976 году по специальности «общее машиностроение» со степенью бакалавра наук. После этого начал службу в армии США и одновременно военно-преподавательскую деятельность. В 1987 году получил учёную степень доктора наук в области международных отношений (PhD). Темой его диссертации стало изучение организации советско-германского контингента войск в ГДР. Сама диссертация Макгрегора представляет монографию, опубликованную Кембриджским университетом. После защиты диссертации получил звание майора.

### Участие в войне в Персидском заливе
Во время войны в Персидском заливе Макгрегор принял активное участие в бою за 73-е шоссе, который превратился в грандиозное встречное сражение сотен бронемашин. Столкнувшись с частями иракской республиканской гвардии, он повёл свой отряд, состоявший из 19 танков Абрамс и 26 боевых машин Брэдли, а также 4 машин миномётчиков M1064 во встречный бой. Сам полковник был в бою в голове колонны; он повёл свой танк через минное поле и подбил из него два вражеских танка. За ним прошли остальные американские бронесилы. Его отряд за 23 минуты уничтожил 70 иракских бронетранспортёров и танков, не понеся потерь. За эту победу Макгрегор получил Бронзовую звезду, но впоследствии отмечал, что его действия были верными против плохо оснащённых противотанковыми средствами иракских военных, а при столкновении с подразделением, вооружённым большим количеством ПТУРов, он понёс бы большие потери. Тем не менее, данный бой стал визитной карточкой метода (тактики) «доминирующего манёвра».

### Начало штабной карьеры
С июня 1991 года по июнь 1992 года Макгрегор работал заместителем начальника штаба по концепциям, доктрине и разработкам Командования подготовки и доктрины армии США  (TRADOC). В июне 1992 назначен командиром 1-го батальона 4-го полка 1-й пехотной дивизии США. На учениях в ноябре 1993 года в Национальном армейском учебном центре (NTC) в Форт-Ирвине подразделение подполковника Макгрегора превзошло остальные элитные подразделения войск НАТО, прибывшие для соревнования. Как показал анализ боёв, Макгрегор исходил из того, что его соперники будут действовать шаблонными уставными правилами, он же пошёл на нарушение уставных норм путём необычного рассредоточения своей техники во время учебного боя.
В июле 1994 года назначен начальником отдела разработки военных планов 12-го оперативного отдела штаба армии США. В апреле 1995 года приглашён экспертом в Центр стратегических и международных исследований (СSIS). С ноября 1996 года по октябрь 1997 года в звании полковника работал заместителем директора командования и управления (подразделение J5) в форте Ливенворт, затем — в верховном штабе НАТО в Европе (SHAPE).

### Книга «Разрушение фаланги»

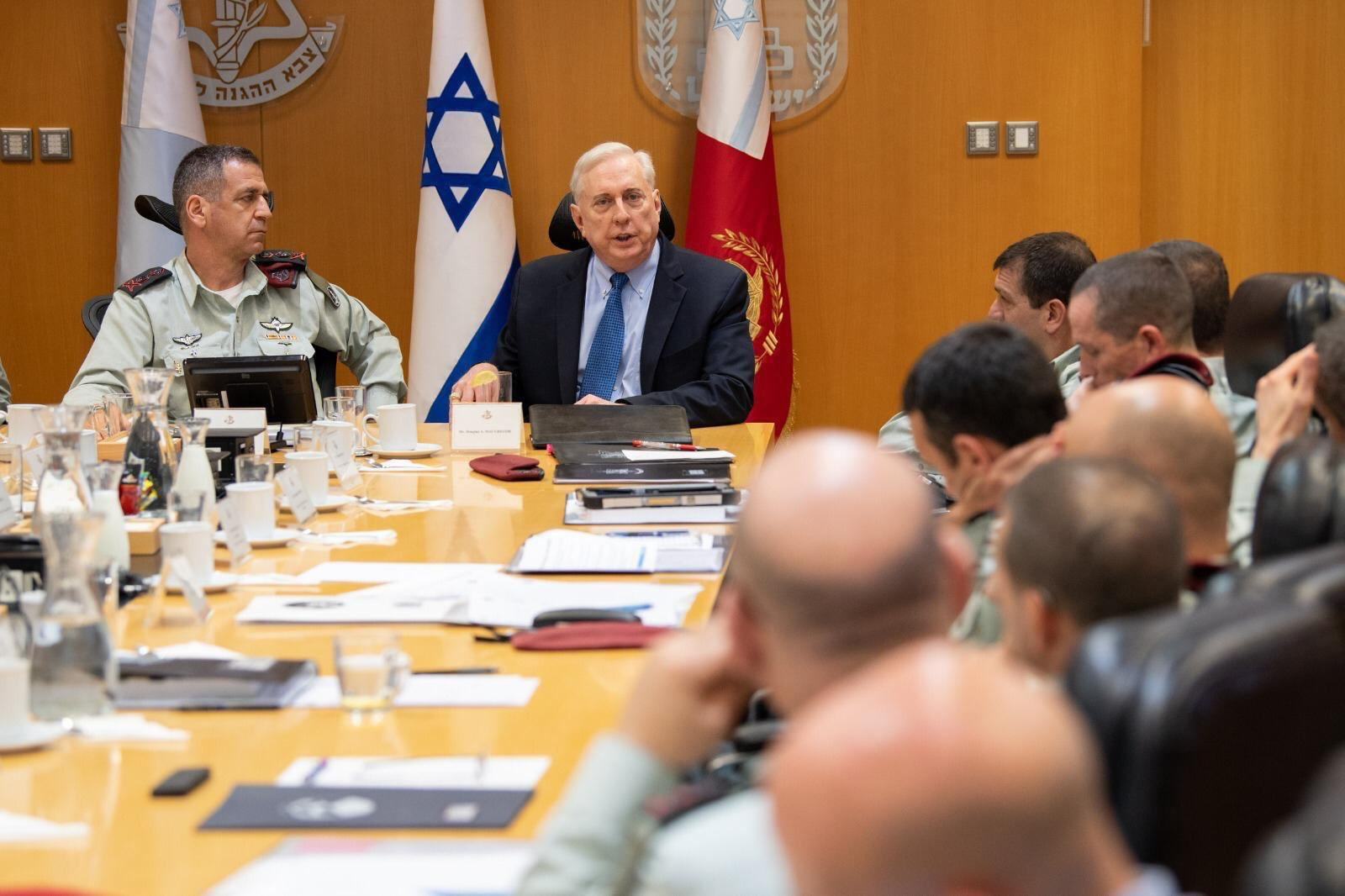
Макгрегор ведёт обучение в Генеральном Штабе ЦАХАЛ по своей книге «Трансформация под огнём»

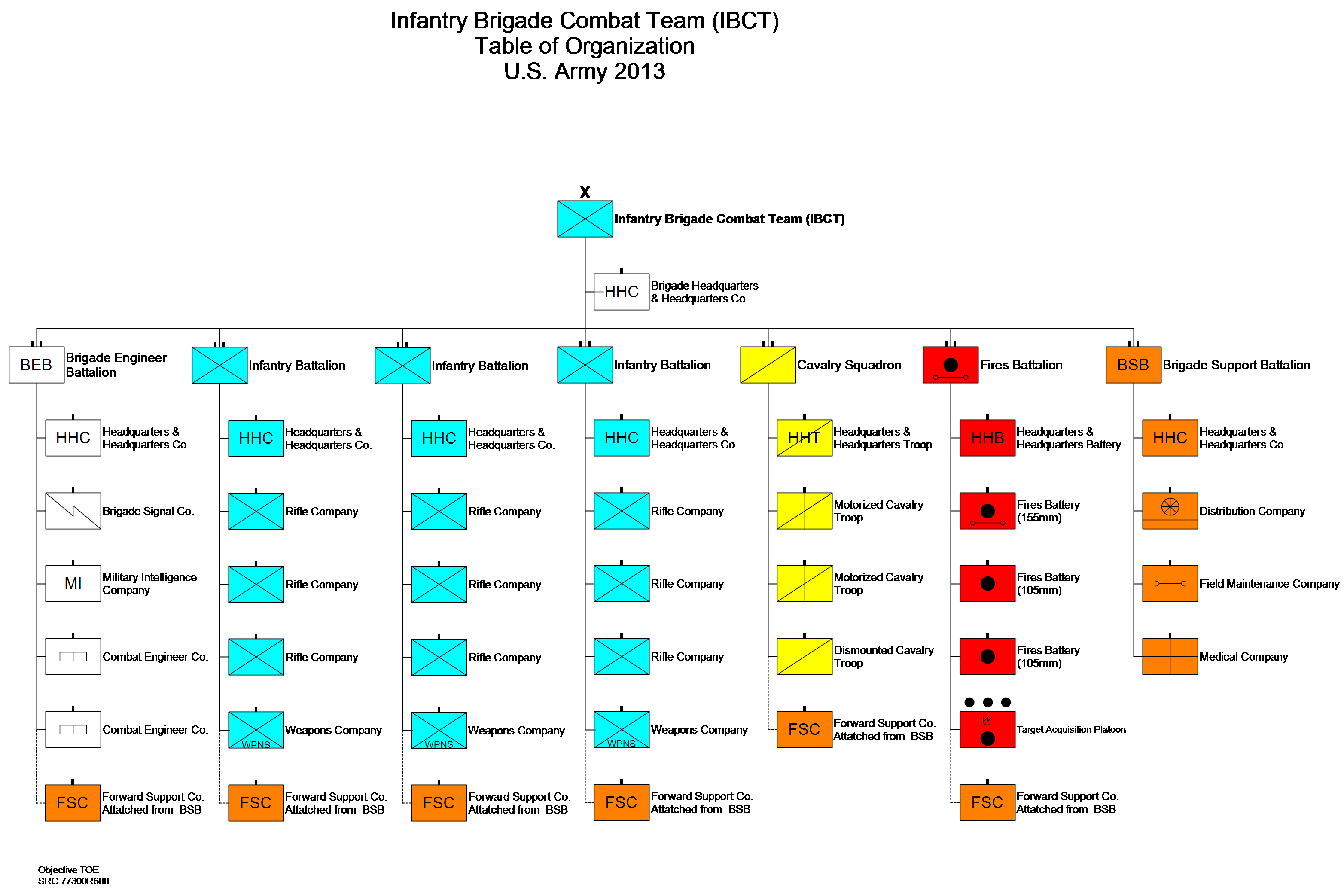
Макгрегор внёс существенный вклад в теоретическое обоснование для создания автономных бригад (Brigade Combat Team (BCT) в ходе реформы армии США

В 1997 году Макгрегор сформулировал свою методологию ведения боя в книге «Разрушение фаланги» (Breaking the Phalanx: A New Design for Landpower in the 21st Century). Название книги свидетельствует о том, что Макгрегор считал движение колоннами и развёртывание бронемашин в цепь («фалангу») на манер Второй мировой войны устаревшим, так как более мобильный противник из засад или быстрыми манёврами может разгромить бронетехнику противника, пока она ещё пытается построиться для ведения боя. 300-страничная монография содержала большое количество новшеств в управлении войсками. Макгрегор в монографии отмечает, что нельзя рассматривать действия армии в отрыве от политических и дипломатических усилий.
Книга вызвала большой резонанс и противоречивые оценки. Генерал Брент Скоукрофт, бывший советник по национальной безопасности при президенте Буше, отметил провокационный характер монографии и актуальность теоретических вопросов. Начальник штаба сухопутных войск Деннис Реймер (Dennis Reimer), приказал вручить каждому армейскому генералу США по экземпляру книги Макгрегора, так как выявленные очевидные недостатки управления армией требовали анализа. Арми Таймс для рецензии на книгу собрало мнение нескольких генералов США, которые её прочитали и единодушно назвали программой реформы армии США.
По мнению Макгрегора, сухопутные войска США должны быть реорганизованы в малые мобильные соединения по образцу американской морской пехоты, где акцент делается не на массу техники, а на мобильность и элитную подготовку менее многочисленного персонала. В последующем методику Макгрегора использовал начальник штаба армии США генерал Шинсеки как часть своей концепции Joint Vision 2020 (JV2020), из работы Макгрегора были в эту концепцию взяты такие тезисы:
- «Информационное превосходство» над противником в разведке, управлении и наведении высокоточных боеприпасов.
- «Доминирующий манёвр», который декларирует преимущество маневренной войны в концепции, близкой Блицкригу.
- «Сфокусированная логистика» на снабжении наступающей группы войск, что означает планирование снабжения по времени, месту и объёмам также тщательно как перемещение самих войск.

При этом Макгрегор считал генерала Шинсеки некомпетентным, так как тот слишком мало уделяет внимание политическим последствиям операций армии США: «все, что он смог доказать, что армия США может победить армию арабов, но это не решение проблемы».
Многочисленные критические замечания и нестандартные методики управления войсками Макгрегора вызвали разногласия с консервативным командованием сухопутных войск США. В итоге он ушёл в отставку с должности командующего полком, но продолжал числиться на службе в армии на других менее важных должностях.
Опала Макгрегора закончилась, когда генерал Уэсли Кларк, командующий НАТО в 1999 году, задействовал Макгрегора для планирования всей операции «Решительная сила». В номинации на должность посла в Германии Белый Дом отметил, что в данном конфликте Макгрегор выступил не только экспертом по военному планированию и стратегии, но вместе с послом Холбруком сформулировал принципы дипломатического разрешения конфликта, что привело к завершению длительной череды «Балканских войн».
Осенью 2001 года министр обороны Дональд Рамсфелд, прочитав «Разрушение фаланги», настоял на том, чтобы генерал Томми Фрэнкс и его сотрудники по планированию встретились с полковником Макгрегором, чтобы привлечь его как эксперта по планированию новой войны в Ираке. Как потом писала военная пресса, Макгрегор предложил использовать тяжёлую бронетанковую группировку численностью около 50 000 человек, которая без длительной подготовки атакует и захватывает Багдад, используя эффект внезапности. Это предложение легло в основу плана операции. Сам Макгрегор не считает эту операцию значительным достижением в виду заведомой слабости и беспомощности иракской армии: по его мнению, Ирак требовал политического, а не военного решения.
В 2019 году генерал-лейтенант Авив Кохави, начальник Генерального штаба Сил обороны Израиля (ЦАХАЛ), сделал книгу Макгрегора 2003 года «Трансформация под огнем» обязательной в программе подготовки для всех офицеров в звании подполковника и выше. В 2020 года Макгрегор посещал Израиль для ведения обучения старших офицеров ЦАХАЛа в рамках инициативы генерала Кохави.

### Концепция разведывательно-ударных группRSGвместо бригад
После увольнения из армии в 2004 году Макгрегор создал компанию по военно-политическому консалтингу Burke-Macgregor Group, которая предоставляла аналитические отчёты командованию НАТО. Он тщательно изучал новую бронетехнику России и призывал к созданию её американского аналога. Применительно к потенциальной войне с Россией за Прибалтику Макгрегор отметил: «поражение армии [США] — это неправильное слово; правильнее сказать, что она будет уничтожена». Полковник в отставке Дэвид Джонсон в своих отчётах Rand Corp оспаривал выводы Макгрегора, но, как отмечает издание Politico, командование США было откровенно «напугано» выводами Макгрегора и решило организовать штабные игры, на которых через 8 часов после начала войны в Прибалтике «синие» (экспедиционный корпус НАТО) были уничтожены офицерами США, которые играли за Россию.
Магрегор апеллирует к отчётам STRATFOR, что чрезмерные инвестиции в ВВС и ВМФ могут не окупиться из-за стремительного развития технологий ПВО и ракетных систем, способных поражать суда на большой дистанции. По его мнению, это может привести к тому, что в будущих войнах США не смогут добиться превосходства в воздухе. Поэтому эксперт считает, что инвестиции должны сместиться в сторону сухопутных войск. Несмотря на его позицию о снижении значения ВВС, Макгрегора поддерживает часть высшего командования ВВС США, таких как генерал David Deptula, который выступает за реформирование ВВС в свете изменения технологий и политической ситуации.

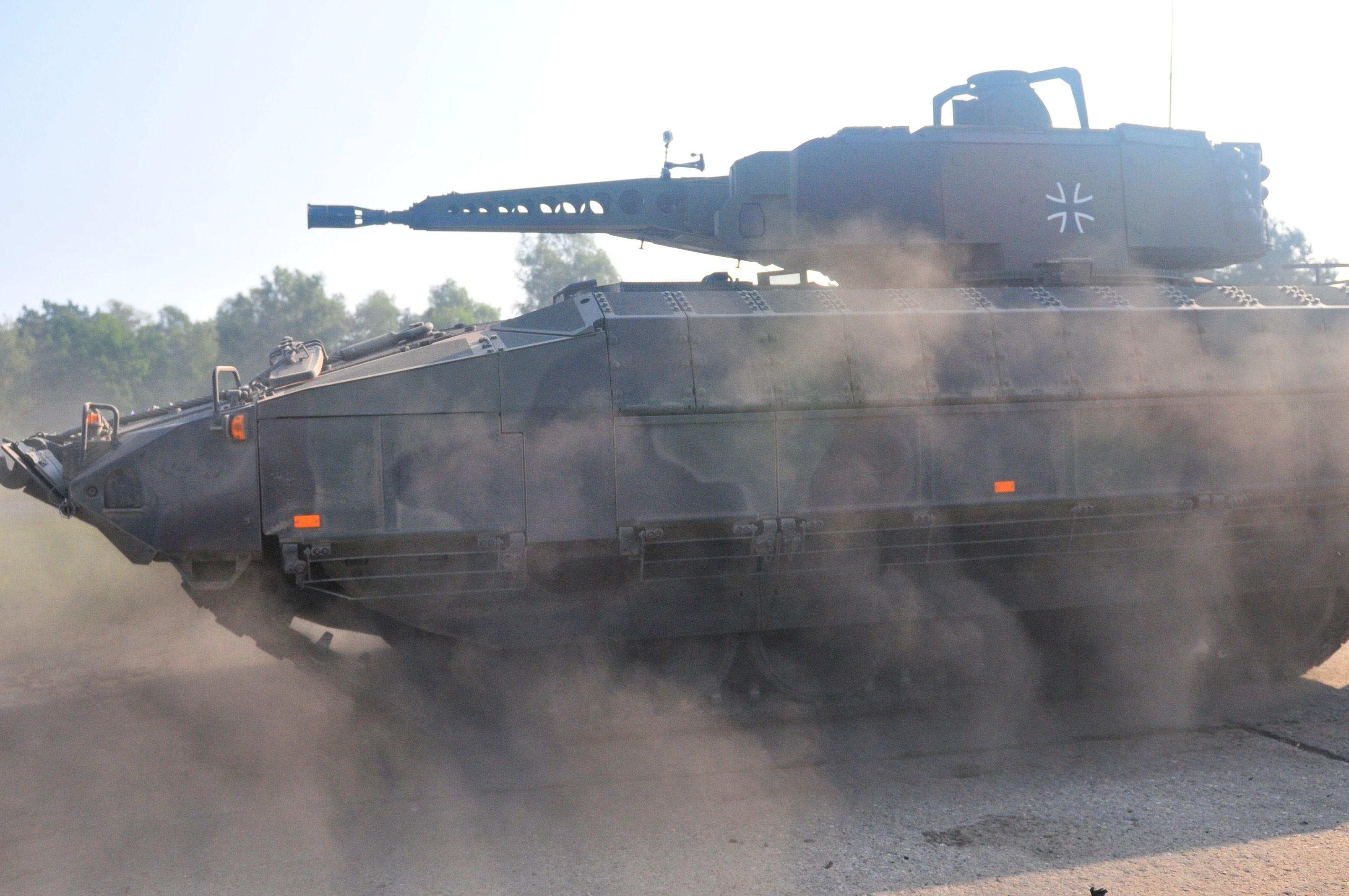
Макгрегор считает, что танки Абрамс и БМП Брэдли устарели и предлагает их заменить на немецкую тяжёлую БМП Пума

В 2009 году Макгрегор в сборнике Стенфордского Университета опубликовал статью «Увольте генералов!» (Fire the Generals!), где отмечает, что одной из ключевых угроз для любой армии может стать её собственный генералитет, если в мирное время он погряз в коррупции.

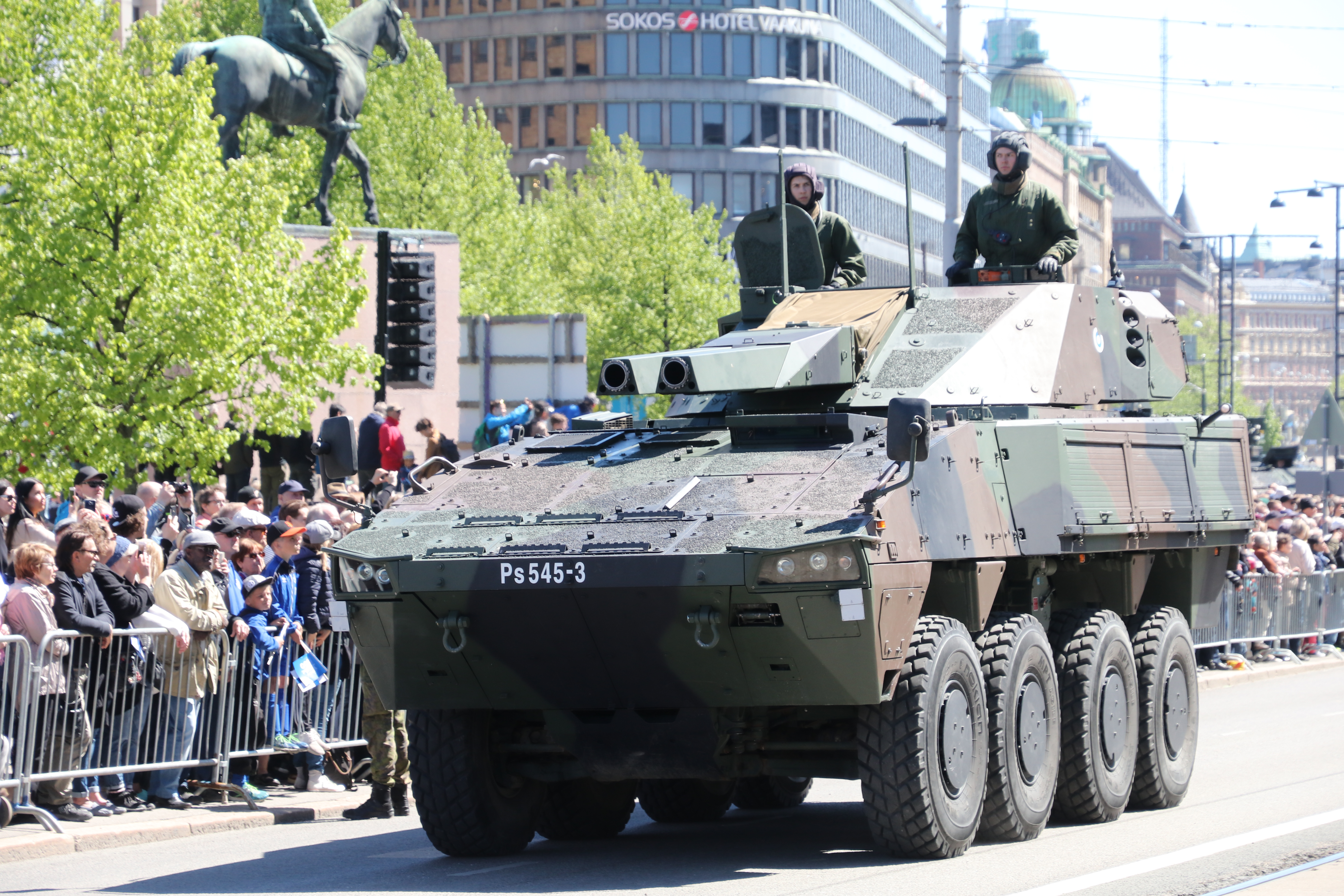
Макгрегор считает, что американская гаубица M777 устарела и предлагает заменить её на автоматический самоходный миномёт AMOS

Начатая Макгрегором дискуссия о децентрализации управления подразделениями США стала одной из причин крупной реформы армии США по созданию бригад (Brigade Combat Team (BCT). Однако с точки зрения Макгрегора это все равно слишком крупные и неповоротливые формирования для противодействия российским батальонным тактическим группам (БТГ), которые при квалифицированном управлении могут действовать более эффективно, чем более бюрократизированные бригады НАТО. Кроме этого, Макгрегор считал вооружение времён Холодной войны — Абрамсы, Бредли и гаубицы М777 — устаревшими на фоне ожидающегося выхода нового поколения российской бронетехники. Оппонентом Макгрегора выступал генерал Макмастер, который считал, что бригады уже в достаточной степени мобильны и старое оружие ещё можно модернизировать.
В качестве своей альтернативы сухопутным бригадам США Макгрегор предлагал подразделения разведовательно-ударные группы (Reconnaissance Strike Group, RSG), напоминающие морскую пехоту. Сами RSG формируются из бригад, поэтому имеют примерно их численность (6000 солдат), но разделены на более мелкие подразделения. Разведывательная функция, по-Макгрегору, становится основной; превалирует функция разведки целей без вступления в прямой огневой контакт с последующим дистанционным поражением их высокоточным оружием средствами типа РСЗО HIMARS.
Для проверки своей гипотезы о том, что бригады могут проиграть российским БТГ с современной бронетехникой как Армата из-за недостатка мобильности и устаревшего вооружения Макгрегор разработал имитационную модель «Калькулятор расчёта потерь сторон от огневого воздействия на друг друга» (Combat Power Builder and Combat Calculator (CBCC), которая, по его мнению, подтверждала его выводы.
Макгрегора поддержал адмирал Марк Фицджеральд, командующий объединёнными силами НАТО в Европе, который вместе с Макгрегором подготовил доклад для Сената США с предложением дальнейшей реформы оргструктуры армии США в пользу преобразования бригад в RSG. Председатель сенатского комитета по делам вооружённых сил Джон Маккейн согласился с выводами доклада и раздал его сенаторам для разработки необходимых законопроектов. Однако внезапная смерть Маккейна остановила эту реформу.
Washington Post отмечает, что в военных кругах США Макгрегор считается одним из ведущих современных теоретиков военного дела, который предлагает инновационные подходы к управлению войсками. Politico указывает, что вокруг Макгрегора собрался круг его сторонников в армии США, которые выступают против её бюрократизации. По мнению этих офицеров и аналитиков, Макгрегор не получил звание генерала только из-за своих критических выступлений. Как отмечают журналисты Politico, Макгрегор «слишком часто раздавал пощёчины гориллам» в армии США.

## Политическая карьера в команде Дональда Трампа
Покинув армию, помимо работы консультантом по военно-политическим вопросам, Макгрегор начал вести популярные обзоры международной политики с Такером Карлсоном на телеканале Fox News, где на него обратил внимание Дональд Трамп. При личной встрече Макгрегор и Трамп обнаружили, что являются единомышленниками по вопросам «политики изоляционизма», антимигрантской политики, отказа от войн за либеральные ценности.
В 2020 году президент Дональд Трамп предложил Макгрегору стать послом в Германии, учитывая его свободное владение немецким языком и знакомство с рядом военных ФРГ, но демократы в Сенате США заблокировали это назначение. Трамп хотел также назначить Макгрегора советником по национальной безопасности, но снова, опасаясь сопротивления демократов, отказался от этой идеи.
11 ноября 2020 года официальный представитель Пентагона объявил, что Макгрегор был нанят президентом Трампом в качестве старшего советника нового исполняющего обязанности министра обороны Кристофера Миллера в рамках радикальных изменений в старшем составе министерства обороны. При этом Макгрегор не был «помощником» министра обороны, а фактически был «внедрён» Трампом в Министерство обороны США для контроля за военными. В то время Макгрегор был сторонником вывода американских войск из Афганистана, но против политики Трампа выступало оборонное ведомство в лице ряда старших офицеров. Чтобы сломать это сопротивление, Трамп отправил Макгрегора в Пентагон. Трамп также назначил его членом правления Академии Вест-Пойнт, наиболее элитного военного учебного заведения в США. После прихода к власти президент Байден организовал чистку сторонников Трампа из всех ведомств, и Макгрегор ушёл со всех государственных постов.

## Оценки и спор о «расистских» высказываниях
Макгрегор является сторонником политики Дональда Трампа, его взгляды оцениваются в американской прессе по-разному. И либеральная, и консервативная пресса признаёт его как военного эксперта, обладающего огромным опытом, но предметом дискуссии являются его националистические взгляды.
Демократическая американская пресса характеризует Макгрегора как расиста. Fox News таких оценок не даёт и часто пользуется услугами полковника как эксперта по военным вопросам. В передачах Fox News он обычно вёл дискуссии с Такером Карлсоном.

## Основные публикации
- Breaking the Phalanx: A New Design for Landpower in the 21st Century, Westport (CT): Praeger, 1997, ISBN 0275957934 OCLC 35172666.
- Transformation Under Fire: Revolutionizing How America Fights, Westport (CT): Praeger, 2003, ISBN 0275981924 OCLC 52728785.
- Warrior’s Rage: The Great Tank Battle of 73 Easting, Annapolis (MD): Naval Institute Press, 2009, ISBN 9781591145059 OCLC 313658347.
- Margin of Victory: Five Battles that Changed the Face of Modern War, Annapolis (MD): Naval Institute Press, 2016, ISBN 1612519962.